# Zawrat
Zawrat (niem. Riegelscharte, słow. Závrat, węg. Zavrat) – położona na wysokości 2159 m wąska przełęcz w długiej wschodniej grani Świnicy w Tatrach Wysokich, oddzielająca Zawratową Turnię (2247 m) od Małego Koziego Wierchu (2226 m). Jest jednym z dwóch skrajnych punktów szlaku Orlej Perci (zachodnim).

## Turystyka
Zawrat dostępny jest dla turystów bezpośrednio z dolin leżących po obu stronach grani: Doliny Pięciu Stawów Polskich i Doliny Gąsienicowej. Jednokierunkowy szlak na Świnicę przecina zbocze Zawratowej Turni i żebra Niebieskiej Turni oraz Gąsienicowej Turni (odcinek ze sztucznymi ułatwieniami w postaci łańcuchów i klamer, miejscami eksponowany). Z Doliny Pięciu Stawów Polskich prowadzi na przełęcz łatwa droga (w 1934 r. zbudowano łatwiejszą trasę zamiast ścieżki z 1877 r.) poniżej południowej grani schodzącej z Małego Koziego Wierchu.
Droga z Doliny Gąsienicowej prowadzi od Zmarzłego Stawu Gąsienicowego ścianą Małego Koziego Wierchu (nowa trasa, nazywana też Nowym Zawratem, z klamrami i łańcuchami). Trasa ta została wytyczona przez Towarzystwo Tatrzańskie w latach 1894–1895. Wariant zimowy prowadzi natomiast przez piarg Zawratowego Żlebu (trasa zwana Starym Zawratem).

## Historia i nazewnictwo
Nazwa Zawrat i jej zdrobnienie – Zawracik występują dość często w nazewnictwie tatrzańskim (przykładowo Zawracie pod Wołowcem lub Przełęcz nad Zawratami w grani Rohaczy). Oznaczają zazwyczaj strome przełęcze, przełączki lub inne podobne, strome obiekty. Przez Zawrat już w XIX wieku chodzono z Zakopanego do Morskiego Oka. Pierwsze odnotowane przejścia turystyczne: Jakub Krauthofer i Jan Para w sierpniu 1842 r. Pierwsze przejście zimowe (z udziałem kobiety, co wówczas było rzadkością): Jan Grzegorzewski, panna Stanisława Pisarzewska i jej szwagier, ziemianin z Mazowsza Leon Józef Marian Duczymiński wraz z przewodnikami: Bartłomiejem Obrochtą, G. Rojaną i Józefem Trzebunią – 21 stycznia 1894 r. W XIX wieku przejście przez Zawrat uważano za trudne, było sprawdzianem umiejętności turysty. Na Zawracie byli m.in. Stanisław Witkiewicz (swoją wycieczkę z 1888 r. opisał w Na przełęczy), Stefan Żeromski (1892), Jarosław Iwaszkiewicz, Jan Kasprowicz, Maria Skłodowska-Curie, Włodzimierz Lenin.
W czerwcu 1904 r. w jednej z nisz wschodniej ściany Zawratowej Turni, pod Zawratem, ks. Walenty Gadowski umieścił posążek Matki Boskiej dla uczczenia 50. rocznicy ogłoszenia dogmatu o Niepokalanym Poczęciu Najświętszej Maryi Panny.
W 1952 r. szlak prowadzący z Doliny Gąsienicowej przez Zawrat do Doliny Pięciu Stawów Polskich nazwano Szlakiem Lenina. Do niebieskich oznakowań trasy turystycznej domalowano małe, czerwone gwiazdki wydrapywane systematycznie przez turystów i górali.
Do 2012 r. na Zawracie miało miejsce 17 wypadków śmiertelnych.

## Przyroda
Ciekawa flora. Z rzadkich roślin występują rogownica jednokwiatowa, saussurea wielkogłowa, skalnica odgiętolistna i ukwap karpacki – gatunki w Polsce występujące tylko w Tatrach i to na nielicznych stanowiskach.

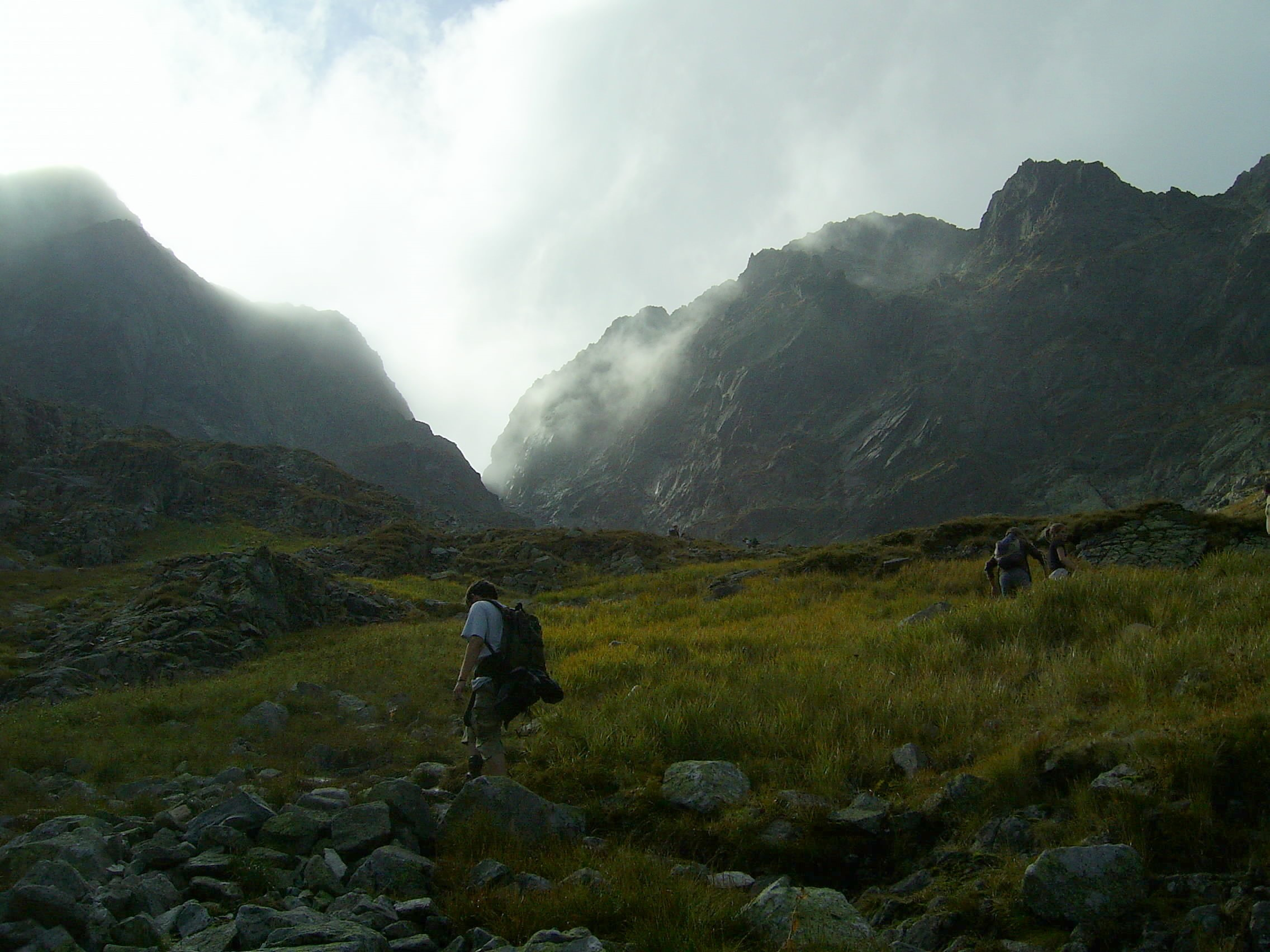
Widok na Zawrat ze szlaku z Doliny Gąsienicowej
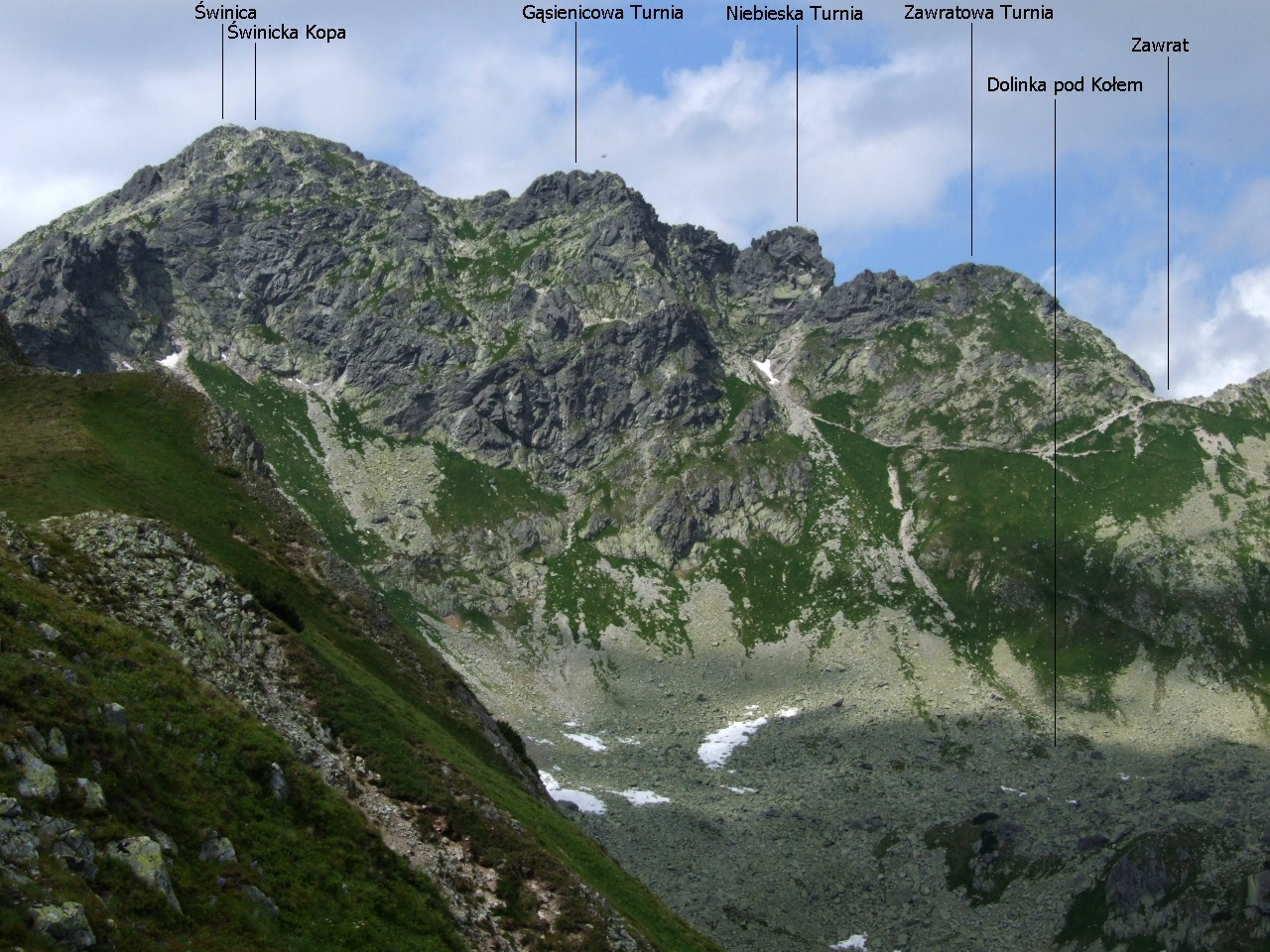
Widok na Zawrat z Doliny 5 Stawów Polskich
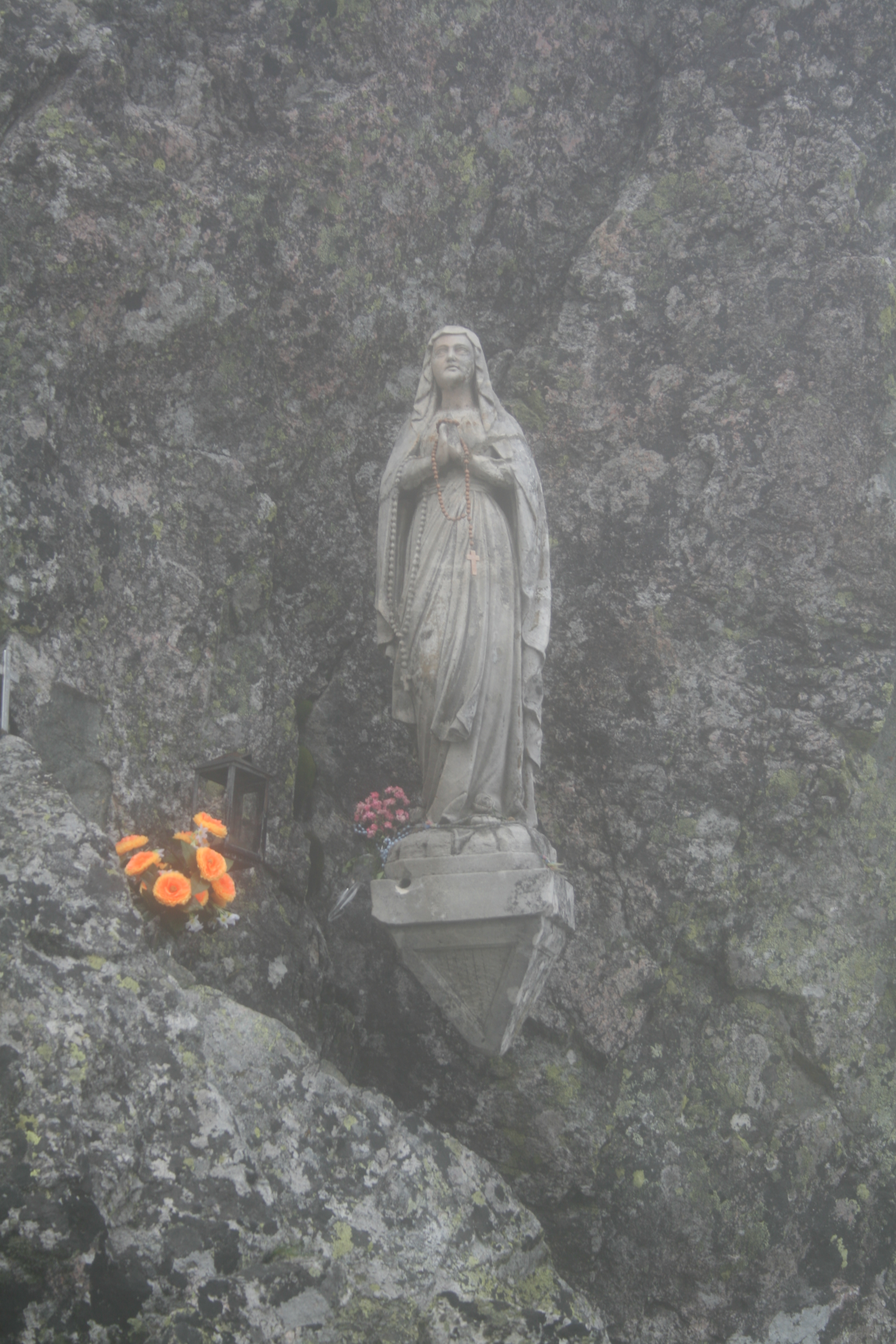
Statuetka Matki Boskiej Zawratowej
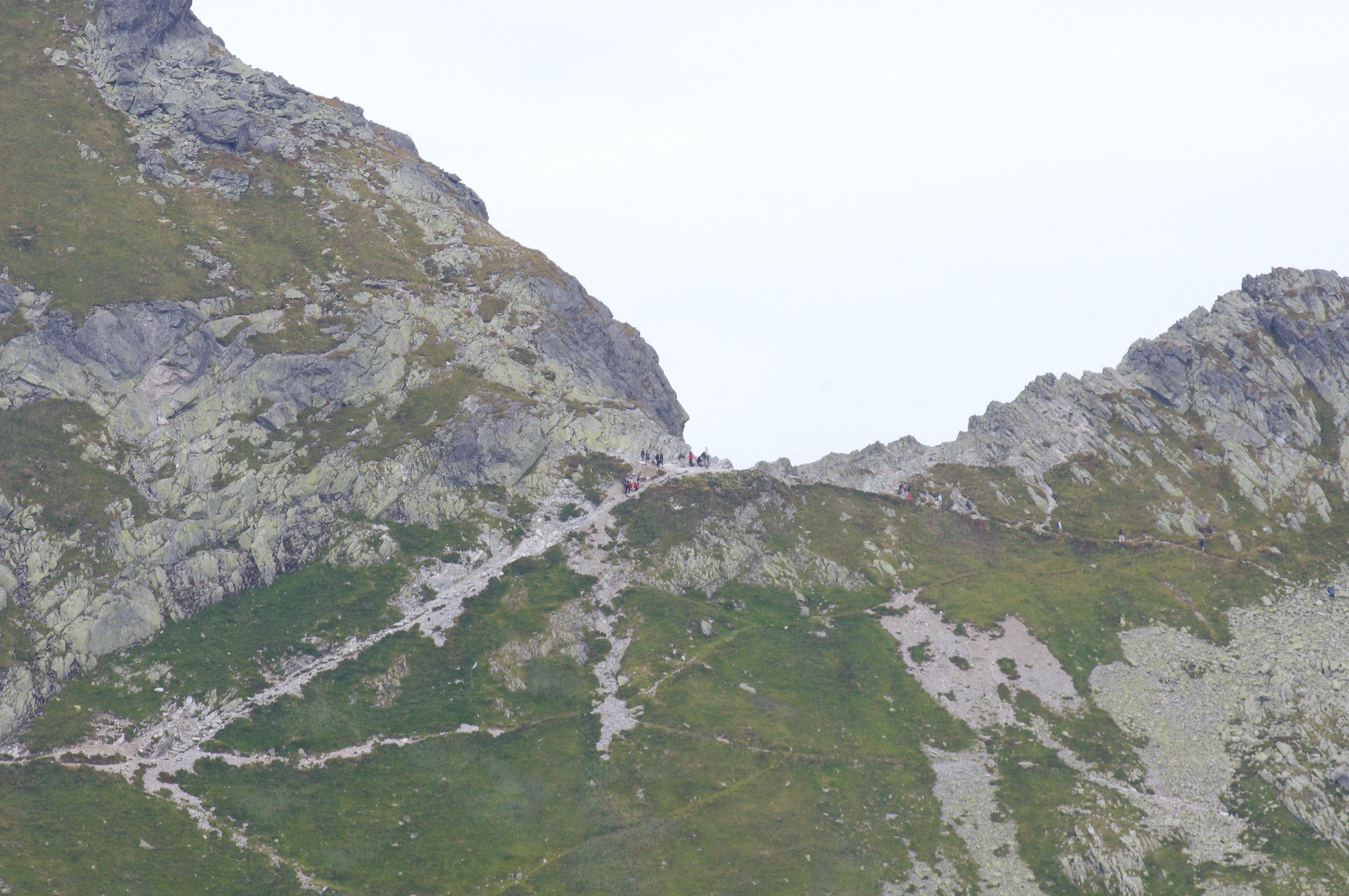
Widok na Zawrat z Gładkiego Wierchu
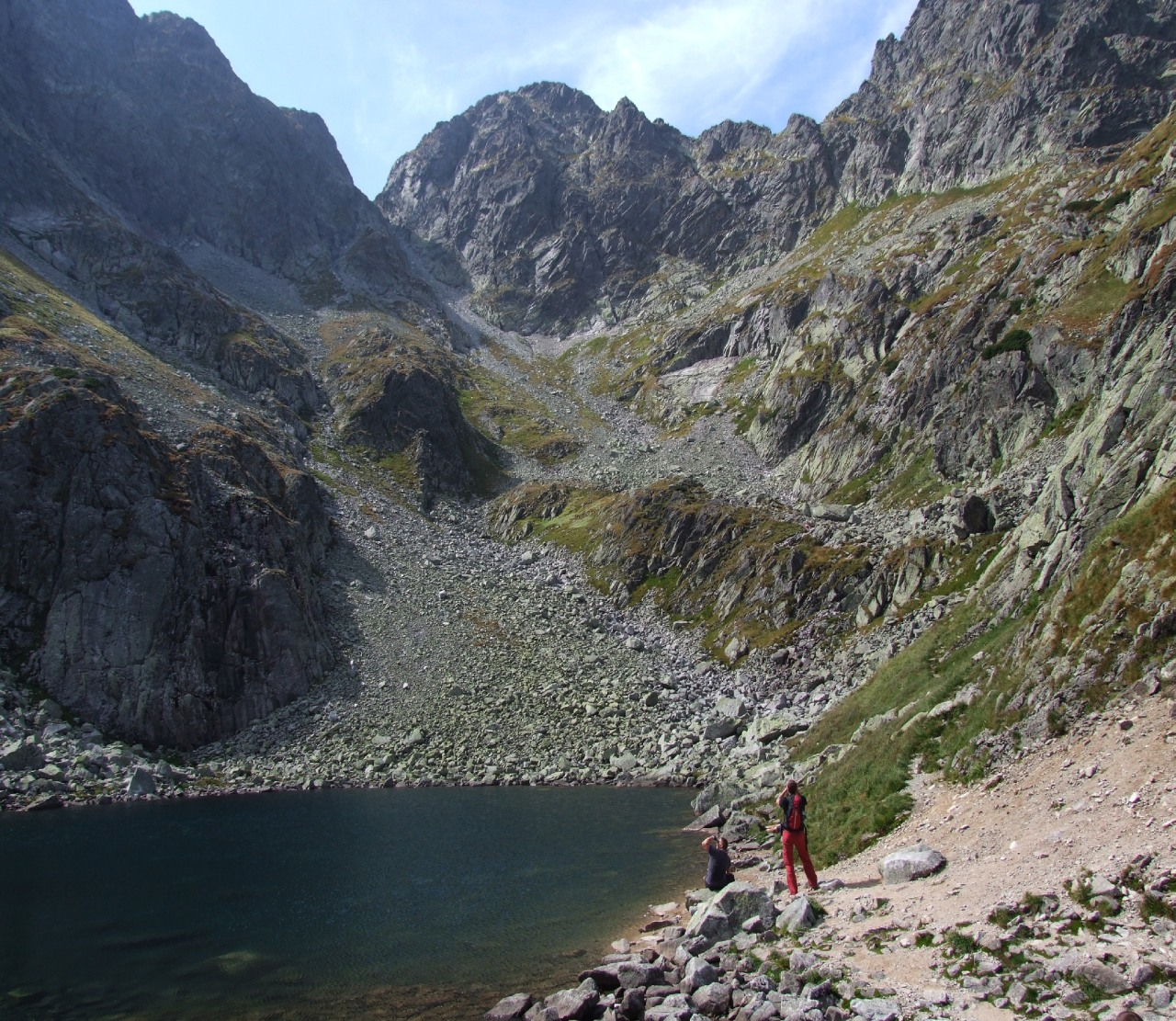
Widok na Zawrat znad Zmarzłego Stawu
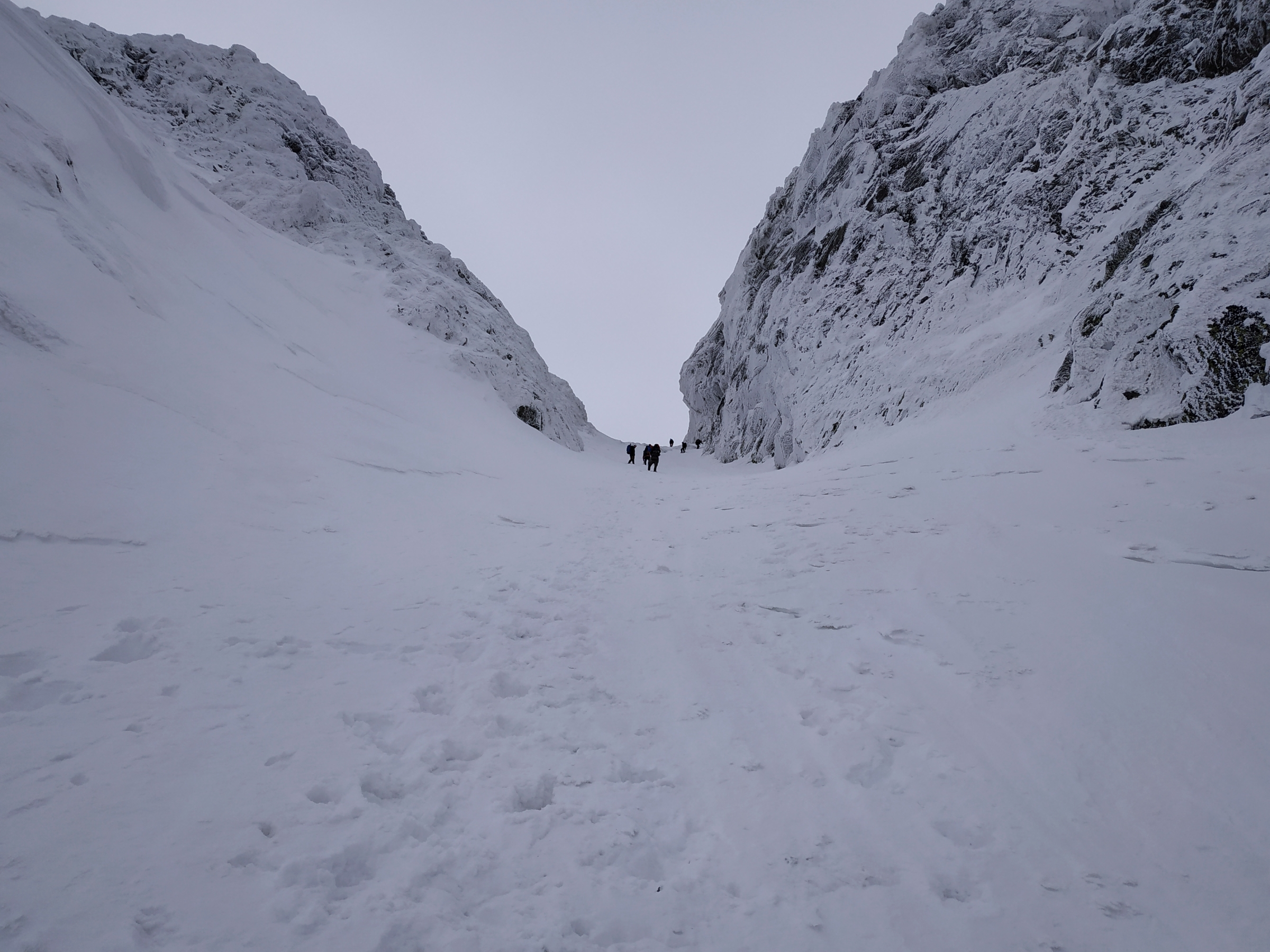
Zawrat zimą

## Szlaki turystyczne
– czerwony szlak ze Świnicy na Zawrat i dalej Orlą Percią przez Kozią Przełęcz, Kozi Wierch, Granaty i Buczynowe Turnie aż na przełęcz Krzyżne. Odcinek Orlej Perci Zawrat – Kozi Wierch od lipca 2007 r. jest jednokierunkowy, dozwolone jest przechodzenie tylko w kierunku wschodnim z Zawratu na Kozi Wierch. Od roku 2021 także szlak Zawrat – Świnica jest jednokierunkowy (w kierunku zachodnim, na Świnicę). W rezultacie Zawrat utracił znaczenie jako miejsce zejścia w dolinę z okalających go szczytów, a ciągłe przejście wschodniej grani Świnicy do Krzyżnego zostało zdelegalizowane pomimo istnienia szlaku turystycznego na całej jej długości.
- Czas przejścia z Zawratu na Świnicę (trasa jednokierunkowa): 50 min
- Czas przejścia z Zawratu na Kozi Wierch (trasa jednokierunkowa): 2:50 h
- Czas przejścia z Zawratu całej Orlej Perci na Krzyżne: 6:40 h

 – niebieski szlak znad Czarnego Stawu Zawratowym Żlebem na przełęcz i dalej zboczami Kołowej Czuby do Doliny Pięciu Stawów.
- Czas przejścia znad Czarnego Stawu na Zawrat: 1:50 h, ↓ 1:30 h
- Czas przejścia z Zawratu do schroniska w Dolinie Pięciu Stawów Polskich: 1:30 h, ↑ 1:40 h